# Archibald McDonald (homme politique canadien)
Pour les articles homonymes, voir Archibald McDonald et McDonald.
Archibald McDonald (16 avril 1849-22 février 1933) est un homme politique canadien de la Colombie-Britannique. Il est député provincial conservateur de Lillooet de 1903 à 1907 et de 1909 à 1924.

## Biographie
Né à Sainte-Anne-de-Prescott (maintenant partie d'East Hawkesbury) dans le Canada-Ouest (aujourd'hui Ontario), McDonald étudie au Carillon Academy de Hawkesbury. Il est président de la McDonald and McGillivray Ltd. à Clinton.
En 1903, son élection est déclarée nulle, mais il remporte néanmoins l'élection partielle de 1904.
McDonald meurt à Vancouver en Colombie-Britannique en février 1933 à l'âge de 83 ans.